# Villa di Castelpulci
(Guido Carocci, I dintorni di Firenze)
La villa di Castelpulci si trova nei pressi del Viottolone nel comune di Scandicci, in provincia di Firenze.

## Storia e descrizione
Nel luogo dove oggi si trova la villa originariamente si trovava un castello dei conti Cadolingi passato poi in seguito ai Pulci, che possedevano anche torre Pulci a Firenze.
La struttura venne acquistata nel 1321 dal cardinale Napoleone Orsini venne fatta ristrutturare dai suoi eredi.
Dal 1511 al 1590 fu di proprietà della famiglia Soderini. Da loro passò ai Riccardi che a partire dal 1667 iniziarono dei lavori ampliamento; nel 1691 venne realizzato il lunghissimo viale di accesso. I lavori di trasformazione continuarono anche nei primi quattro decenni del XVIII secolo.
Dopo i lavori di ampliamento il corpo di fabbrica era ormai triplicato e venne dotato di una scenografica facciata, ben visibile dall'intera vallata dell'Arno tra Scandicci e Lastra a Signa; la facciata, rivolta verso la via Pisana, è opera di Gioacchino Fortini.

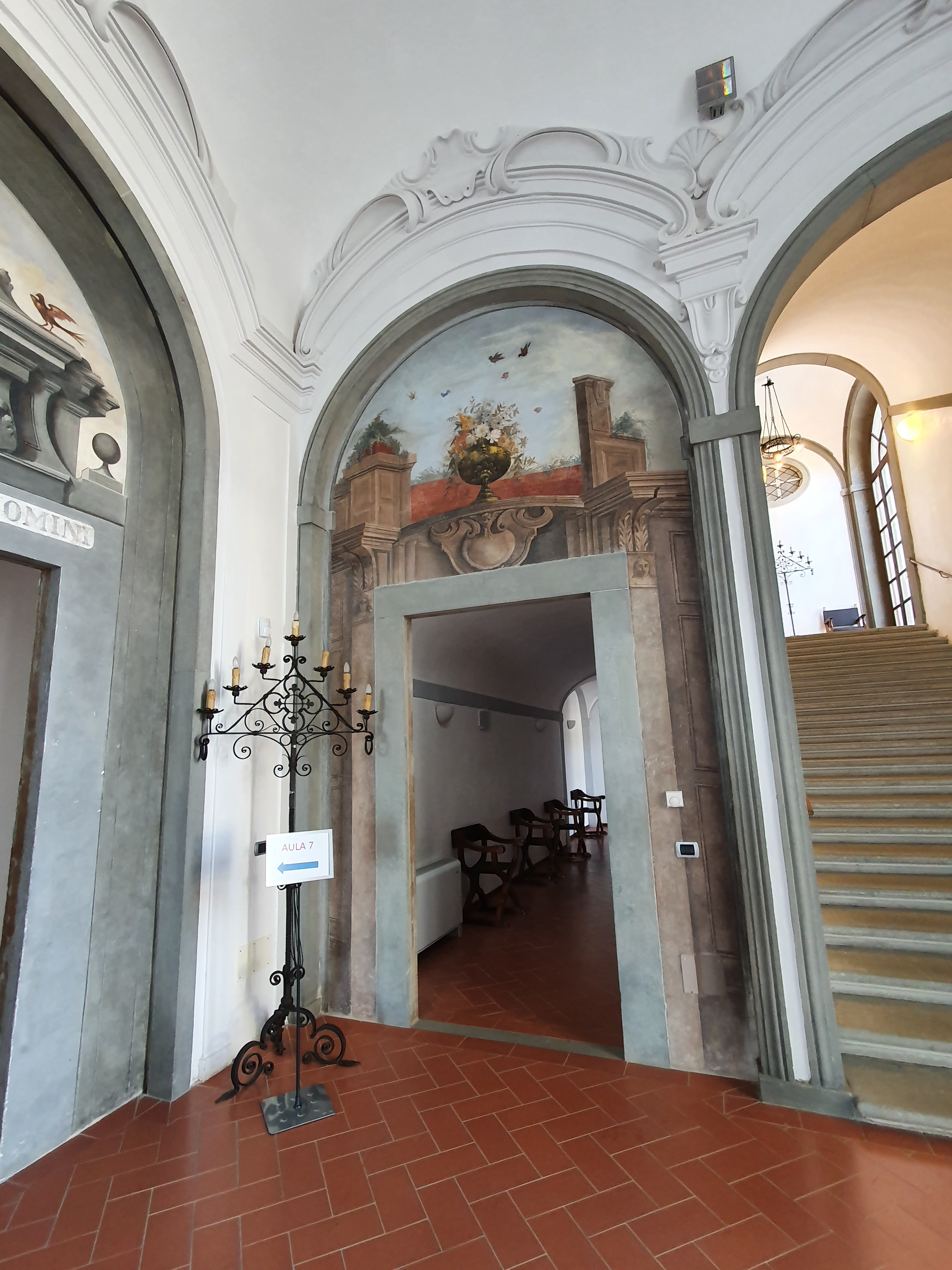
Interno

La villa rimase di proprietà dei Riccardi fino al 1854 anno di estinzione della famiglia. Divenuta di proprietà pubblica fu trasformata in ospedale psichiatrico. La scelta fu fatta sia per la salubrità del luogo sia per risolvere i problemi di affollamento dell'ospedale di Santa Maria Nuova. Dal gennaio 1918 al 1º marzo 1932, giorno della morte, la villa ospitò tra le sue mura il poeta Dino Campana.
In occasione dell'alluvione che colpì Firenze nel 1966, fu anche utilizzata come deposito per i libri della biblioteca nazionale fiorentina. Mantenne la sua funzione di ricovero fino al 1973, anno di chiusura dell'ospedale. Nei decenni seguenti, però, la villa rimase in totale abbandono e solo nel 2002 furono intrapresi dei lavori di restauro.
Nel 2012 è diventata sede della scuola superiore della magistratura, ente di alta formazione, con lo scopo di curare la formazione iniziale e permanente della magistratura italiana.

## Personalità vissute a Castelpulci
Nella villa vissero Luigi Pulci, Bernardo Pulci e Luca Pulci.

## Note

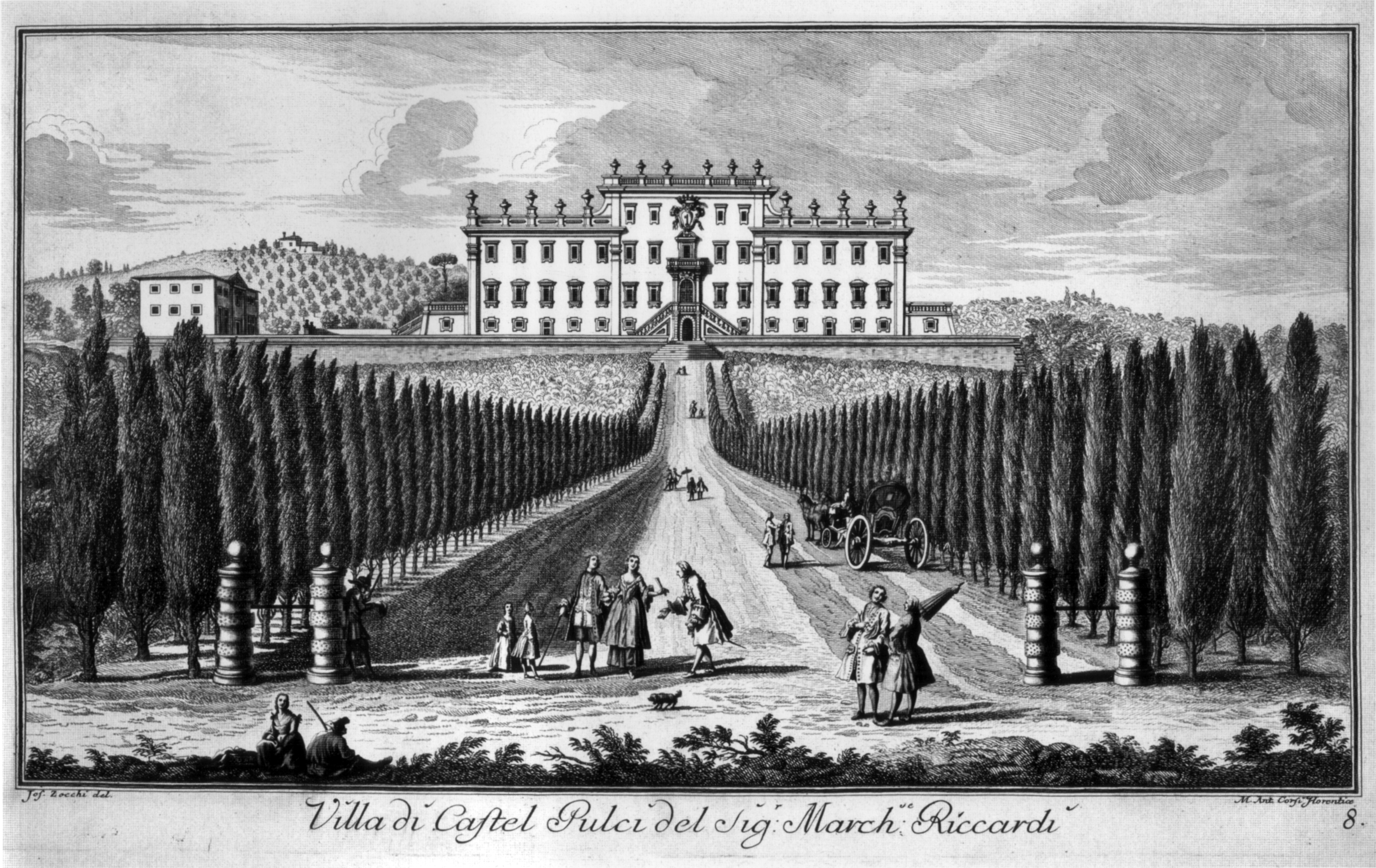
Giuseppe Zocchi, Villa di Castelpulci del Sig. March. Riccardi (1744)